# Héctor Fort
Héctor Fort García (Barcelona, 2 de agosto de 2006) é um futebolista espanhol que atua como lateral-direito. Atualmente, joga no Barcelona.

## Carreira
Revelado pelo PB Anguera, Fort chegou a La Masia (categorias de base do Barcelona) em 2013, representando a equipe Juvenil "A" na temporada 2022–23 e jogando as 6 partidas do time na Liga Jovem da UEFA. Na pré-temporada, jogou pela primeira vez com o elenco principal em junho de 2023, contra o Vissel Kobe.
Promovido ao Barcelona B, fez sua estreia profissional em agosto de 2023, na derrota por 1 a 0 para a SD Logroñés, pela Primera Federación (terceira divisão espanhola).. O primeiro jogo oficial de Fort pelo time principal do Barcelona foi em dezembro do mesmo ano, e novamente com uma derrota - 3 a 2 para o Royal Antwerp, pela última rodada do Grupo H da Liga dos Campeões da UEFA.
Em maio de 2024, o Barcelona anunciou a renovação de contrato do lateral-direito, que assinou até junho de 2026.

## Carreira internacional
Fort representa as seleções de base da Espanha, tendo maior destaque na categoria Sub-17, onde atuou em 15 partidas.

## Vida pessoal
Em abril de 2025, Fort foi alvo de ofensas (maioria delas feitas por mulheres jovens) depois de ter publicado em suas redes sociais uma foto em que segura a ativista LGBTQIA+ Brigitta Lamoure em seus braços durante um evento beneficente.

## Títulos
Barcelona
- La Liga: 2024–25[11]
- Copa del Rey: 2024–25[12]
- Supercopa da Espanha: 2024–25[13]